# Fort Drum
Fort Drum – baza armii amerykańskiej w północnej części stanu Nowy Jork, nieopodal miasta Watertown.
Stacjonuje tam 10 Dywizja Górska. Powierzchnia bazy wynosi 434 km². Według spisu powszechnego z 2000 miała 12 123 mieszkańców. Na terenie bazy znajduje się lotnisko Wheeler-Sack Army Airfield.
Początek bazy to poligon utworzony w 1908 pod nazwą Pine Camp. Przez następne lata był stopniowo powiększany przez zakupy ziemi. Armia przeprowadzała tam letnie manewry. Na początku II wojny światowej został znacznie powiększony i przekształcony w bazę treningową. W 1951 zmieniono nazwę na Camp Drum, a w 1974 na Fort Drum. W 1984 wybrany na bazę nowo reaktywowanej lekkiej dywizji.